# Grzegorz Królikiewicz
Grzegorz Lech Królikiewicz est un réalisateur, scénariste, pédagogue et professeur d'arts cinématographiques polonais né le 5 juin 1939 à Aleksandrów Kujawski, décédé le 21 septembre 2017 à Łódź.

## Biographie
Grzegorz Królikiewicz est né le 5 juin 1939 à Aleksandrów Kujawski, dans la voïvodie de Couïavie-Poméranie, en Pologne. Il est le fils de Stanisław Królikiewicz et de Zdzisława.
Diplômé du lycée Juliusz Słowacki de Piotrków Trybunalski. En 1962, il est diplômé de la faculté de droit de l'université de Łódź. En 1967, il est diplômé du département de réalisation de l'École nationale de cinéma de Łódź, trois ans plus tard il reçoit son diplôme de cette université.
Il a été le réalisateur et le scénariste de nombreux documentaires, pièces de théâtre et émissions de télévision, ainsi que de plusieurs longs métrages.
Il a fait ses débuts de réalisateur en 1969 avec le documentaire Mężczyźni. Pour des raisons politiques, ce documentaire n'a pas été diffusé pendant la période de la République populaire de Pologne. En 1989, le réalisateur a reçu une distinction pour ses débuts dans la réalisation d'un court métrage au Festival du film de Koszalin Młodzi i Film.
De 1976 à 1978, il a été responsable de la rédaction TV de Fakt.
En 1981, il a commencé à enseigner à l'École nationale de cinéma de Łódź, jusqu'à devenir professeur titulaire au département de réalisation cinématographique et télévisuelle. 
De 1981 à 1983, il a été le directeur artistique du studio de production de films Aneks. De 2003 à 2005, il a été directeur artistique du Nouveau théâtre de Łódź.
En 1993, il a reçu le titre de professeur d'arts cinématographiques. Il était membre de l'Académie polonaise du cinéma.
Il meurt le 21 septembre 2017, et est enterré le 2 octobre dans la section évangélique-augsburg du vieux cimetière de Łódź.

## Filmographie
- 1973 : De part en part (Na wylot)
- 1984 : Fort 13

## Récompenses et distinctions
- 1989 : au Festival du Film de Cracovie, il est récompensé du Silver Hobby-Horse pour son court-métrage Idz et d'un Prix spécial pour des valeurs artistiques spéciales pour ses deux courts métrages : Prekursor et Pergamin Konfederacji Warszawskiej 1573 roku[9].